# Ленстер
Ленстер (англ. Leinster, ірл. Laighean) — провінція на сході Ірландії, повністю розташована на території Республіки Ірландії. Столиця — місто Дублін.

## Географія
Провінція складається з графств Карлоу, Дублін, Дан Лері - Ратдаун, Фінгал, Кілдер, Кілкенні, Леїш, Лонгфорд, Лаут, Міт, Оффалі, Західний Міт, Уексфорд та Уіклоу.
| Назва        | Статус            | Площа км² | Код на номерних знаках | ISO 3166-2 | Столиця    |
| ------------ | ----------------- | --------- | ---------------------- | ---------- | ---------- |
| Вексфорд     | графство Ірландії | 2365      | WX                     | IE-WX      | Вексфорд   |
| Віклоу       | графство Ірландії | 2027      | WW                     | IE-WW      | Віклоу     |
| Дублін       | графство Ірландії | 922       | D                      | IE-D       | Дублін     |
| Західний Міт | графство Ірландії | 1840      | WH                     | IE-WH      | Маллінгар  |
| Карлоу       | графство Ірландії | 897       | CW                     | IE-CW      | Карлоу     |
| Кілдер       | графство Ірландії | 1693      | KE                     | IE-KE      | Нейс       |
| Кілкенні     | графство Ірландії | 2073      | KK                     | IE-KK      | Кілкенні   |
| Лаут         | графство Ірландії | 826       | LH                     | IE-LH      | Дандолк    |
| Ліїш         | графство Ірландії | 1720      | LS                     | IE-LS      | Порт-Ліїше |
| Лонгфорд     | графство Ірландії | 1091      | LD                     | IE-LD      | Лонгфорд   |
| Міт          | графство Ірландії | 2342      | MH                     | IE-MH      | Наван      |
| Оффалі       | графство Ірландії | 2001      | OY                     | IE-OY      | Талламор   |

### Найбільші міста
| Чисельність населення, осіб | Українська назва | Англійська назва | Графство     |
| --------------------------- | ---------------- | ---------------- | ------------ |
| 18 163                      | Вексфорд         | Wexford          | Вексфорд     |
| 18 416                      | Маллінгар        | Mullingar        | Західний Міт |
| 18 520                      | Дріхад-Нуа       | Newbridge        | Кілдер       |
| 20 044                      | Нейс             | Naas             | Кілдер       |
| 20 724                      | Карлоу           | Carlow           | Карлоу       |
| 22 179                      | Кілкенні         | Kilkenny         | Кілкенні     |
| 24 851                      | Наван            | Navan            | Міт          |
| 31 901                      | Брей             | Bray             | Віклоу       |
| 35 085                      | Дандолк          | Dundalk          | Лаут         |
| 35 090                      | Дрогеда          | Drogheda         | Лаут         |
| 35 090                      | Дрогеда          | Drogheda         | Міт          |
| 506 211                     | Дублін           | Dublin           | Дублін       |